# راهول برافين
راهول كانولي برافين (بالإنجليزية: Rahul Kannoly Praveen) هو لاعب كرة قدم هندي، من مواليد 16 مارس 2000، يلعب في صفوف نادي كيرلا بلاستيرز والمنتخب الهندي.

## روابط خارجية
- راهول برافين على موقع قاعدة بيانات كرة القدم.إي يو (الإنجليزية)
- راهول برافين على موقع Soccerway.com (الإنجليزية)